# Iona Island (New York)
Iona Island (Iona Island State Park) ist eine Insel im Hudson River und ein State Park im Gemeindegebiet von Stony Point im amerikanischen Bundesstaat New York. Die "Bedrock"-Insel umfasst 556 acre (2,25 km²). Sie liegt ca. 1 mi (1,6 km) südlich der Bear Mountain Bridge und wird durch Wattflächen und Süßwasser-Marschland von den Ufern des Hudson River getrennt. Oft wird Iona Island zusammen mit dem Bear Mountain State Park aufgelistet, weil die beiden State Parks in direkter Verbindung stehen.
1974 wurde die Insel und die angrenzenden Marschen zu einem National Natural Landmark erklärt. Sie ist Teil des Hudson River National Estuarine Research Reserve. Die Insel dient vor allem auch als Vogelschutzgebiet, zumal dort einige Weißkopfseeadler überwintern.

## Geographie

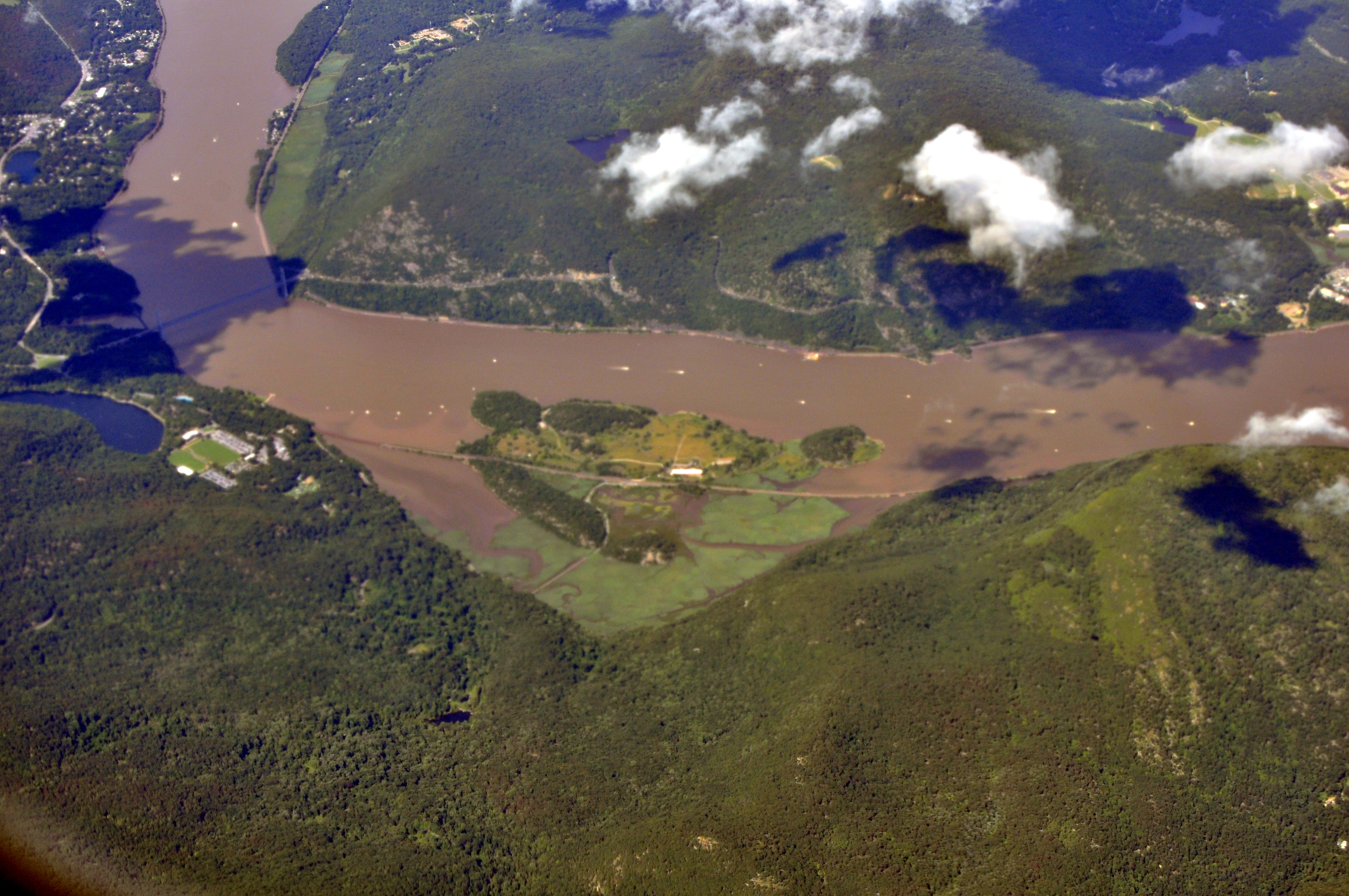
Luftbild von Iona Island in den braunen Fluten des Hudson, blick nach Nordosten.

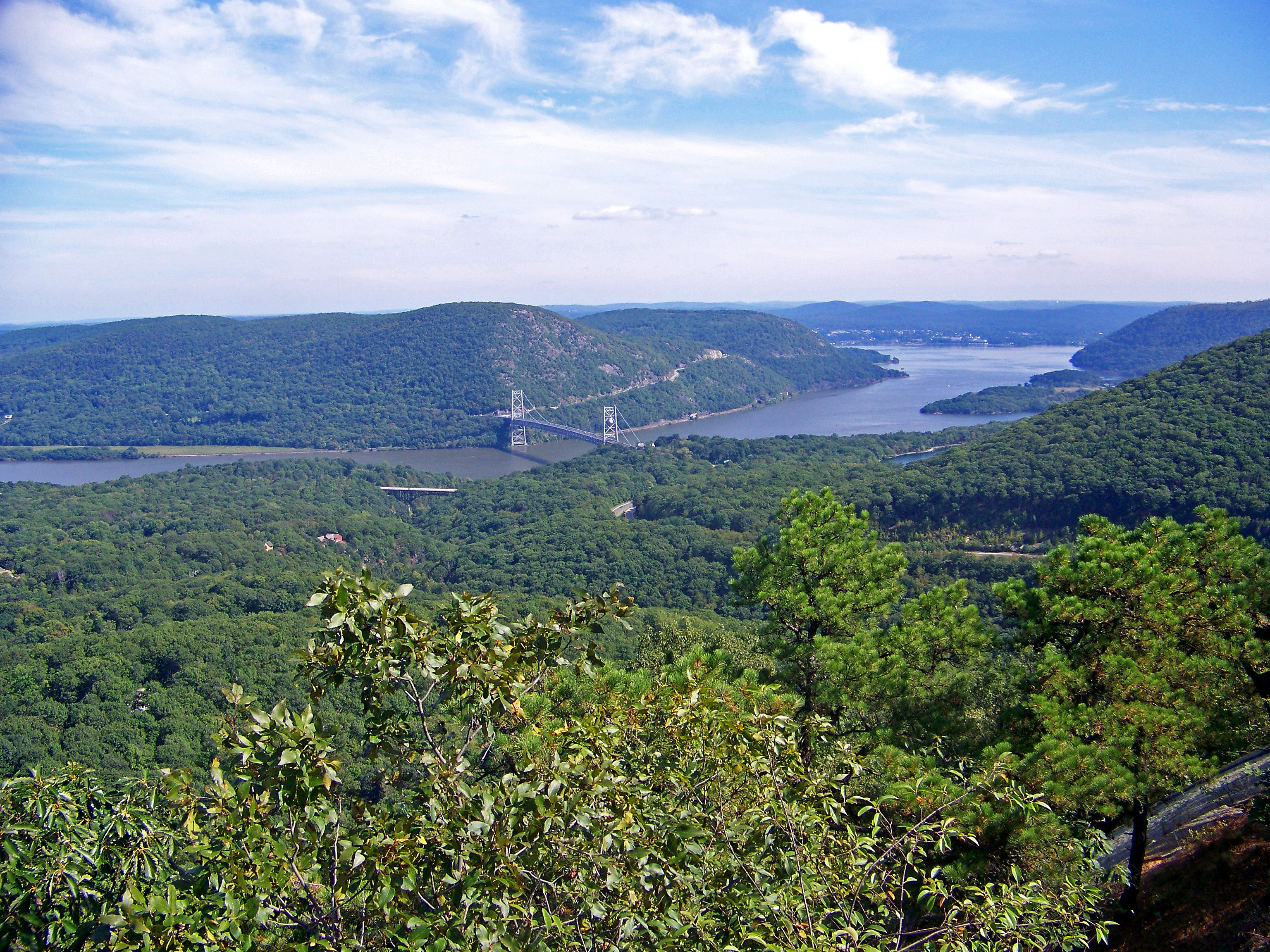
Blick auf Iona Island von Popolopen Torne.

Iona Island wird von Schienensträngen der River Subdivision (CSX Transportation) durchzogen, ist für die Öffentlichkeit aber nur durch einen Damm zugänglich, der von der U.S. Route 9W im Bear Mountain State Park bei Doodletown abgeht. Dieser wird von der Palisades Interstate Park Commission unterhalten.
Der Südost-Teil der Insel war früher eigenständig: Round Island. Anfang des 20. Jahrhunderts wurde sie durch Verfüllung mit dem Südende von Iona Island verbunden. Der Hügel auf der West-Seite, südlich des Dammes, war früher auch eine eigenständige Insel: Courtland Island. Snake Hole Creek entspringt in den Marschen in der Nähe der Inselmitte und fließt nach Südwesten, biegt dann nach Südosten und letztlich nach Osten, um dann nach einem großen Halbkreis in den Hudson zu münden. Er unterteilt die Marschen in die Salisbury Meadow im Westen und die Ring Meadow im Osten.

## Geschichte
Indianer lebten im Sommer auf der Insel und nutzten die Lage zum Fischen. Sie nannten die Insel Wa-na-ka-wagh-kin (dt. "Gutes Land"). Archäologische Funde von der Insel werden im Bear Mountain Trailside Museum and Zoo ausgestellt. 1683 erwarben Mitglieder der Familie Van Cortlandt das Land von den Ureinwohnern.
Zu dieser zeit führte die Insel den Namen Salisbury Island, später Weyant's Island (Weyant/Weiant). Eine weitere Bezeichnung war Beveridge's Island. Die Insel wurde im Amerikanischen Unabhängigkeitskrieg von britischen Truppen besetzt.
1847 erwarb John Beveridge die Insel für Dr. E. W. Grant, seinen Schwiegersohn, der die Insel in Iona Island umbenannte und sie mit Iona Grapes und Obstbäumen bepflanzte. Grant unterstützte die Union Army während des Sezessionskrieges. 1868 verschanzten sich seine Gläubiger auf der Insel.
Die Insel wurde von einer Investorengruppe erworben und ein Hotelbestrieb entstand. Grants Landsitz diente als Gästehaus und die Investoren erweiterten die Anlage um Karussells, Riesenrad, Tanzboden, Pavillon, und Picknickplätze. Außerdem wurde ein Landungssteg errichtet, damit Besucher auf Dampfschiffen von New York City und New Jersey kommen konnten. Der Bau einer Bahnlinie der West Shore Railroad 1882 erleichterte den Zugang für Touristen.

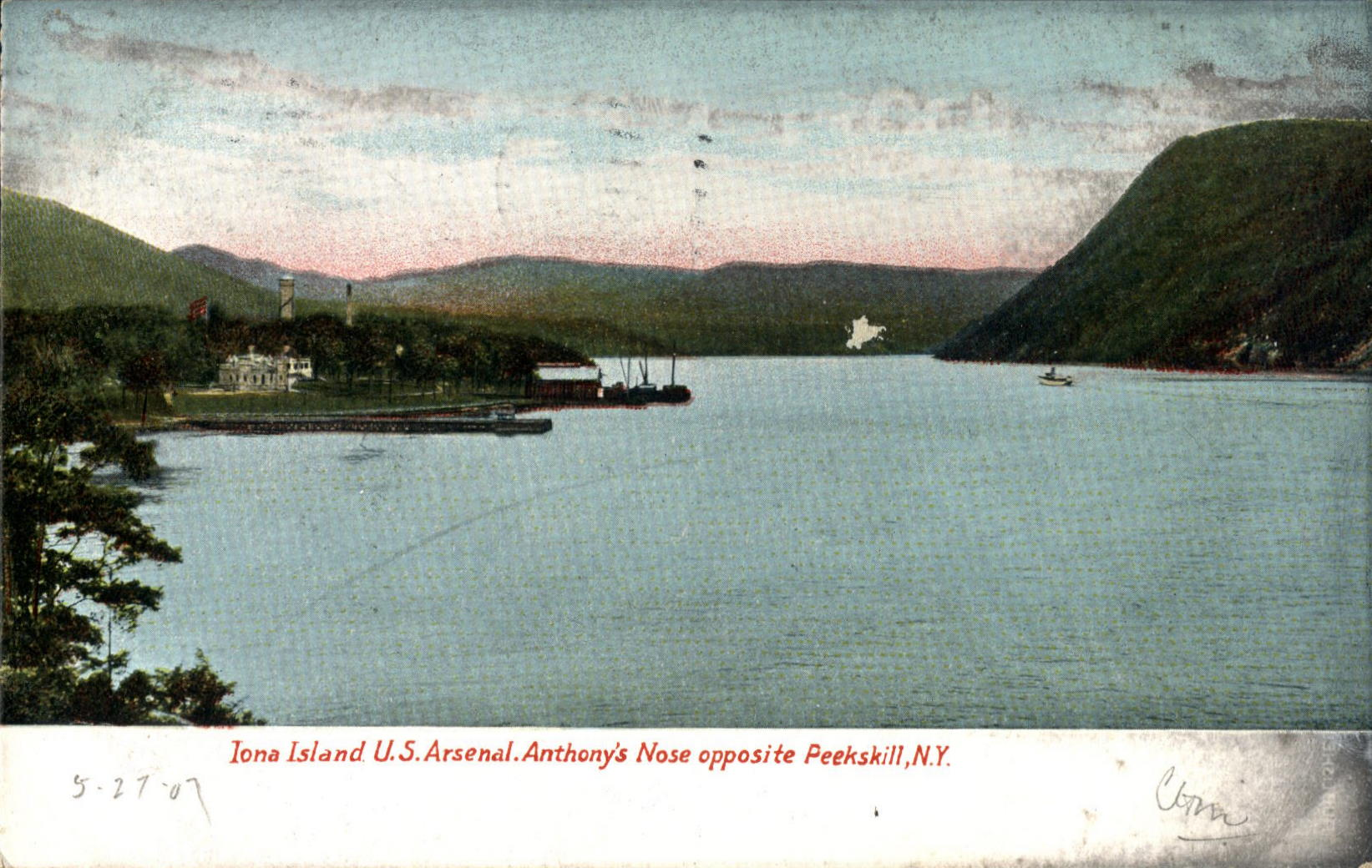
Der Bootssteg auf Iona Island.

1899 wurde die Insel von der United States Navy erworben und als Munitionsdepot genutzt. Sie wurde zu einem der größten Munitionsdepots in den Vereinigten Staaten. Am 4. November 1903 tötete eine Explosion sechs Arbeiter. Die Druckwelle ließ bis in Peekskill, in drei Meilen Entfernung, Fensterscheiben bersten. Die Explosion ereignete sich, als die Männer die Munition aus alten Beständen von dem gerade angekommenen Schlachtschiff Massachusetts löschten.
Das Depot blieb bis 1947 in Gebrauch. Heute bestehen noch etwa fünf der ursprünglich 164 Gebäude, die heute von der Parkverwaltung als Lagerräume genutzt werden. Nach dem Zweiten Weltkrieg bis in die frühen 70er, war die so genannte „mothball fleet“ (Mottenkugelflotte) aus abgewrackten Schlachtschiffen in der Nähe der Insel verankert bei Tomkins Cove.
1965 wurde die Insel von der Palisades Interstate Park Commission erworben. 1974 wurde sie zum National Natural Landmark erklärt. Als "Wildlife Sanctuary" ist die Insel für die Öffentlichkeit nicht zugänglich. Sie kann jedoch von Aussichtspunkten an der Route 6 und Punkten im Bear Mountain State Park beobachtet werden. Bootfahren in den Marschen selbst ist zwar verboten, es werden im Sommer aber geführte Touren angeboten. Die Wasserwege rund um die Marschen sind jedoch den Gezeiten ausgesetzt und daher öffentlich zugänglich ("navigable-in-law").

## Natur

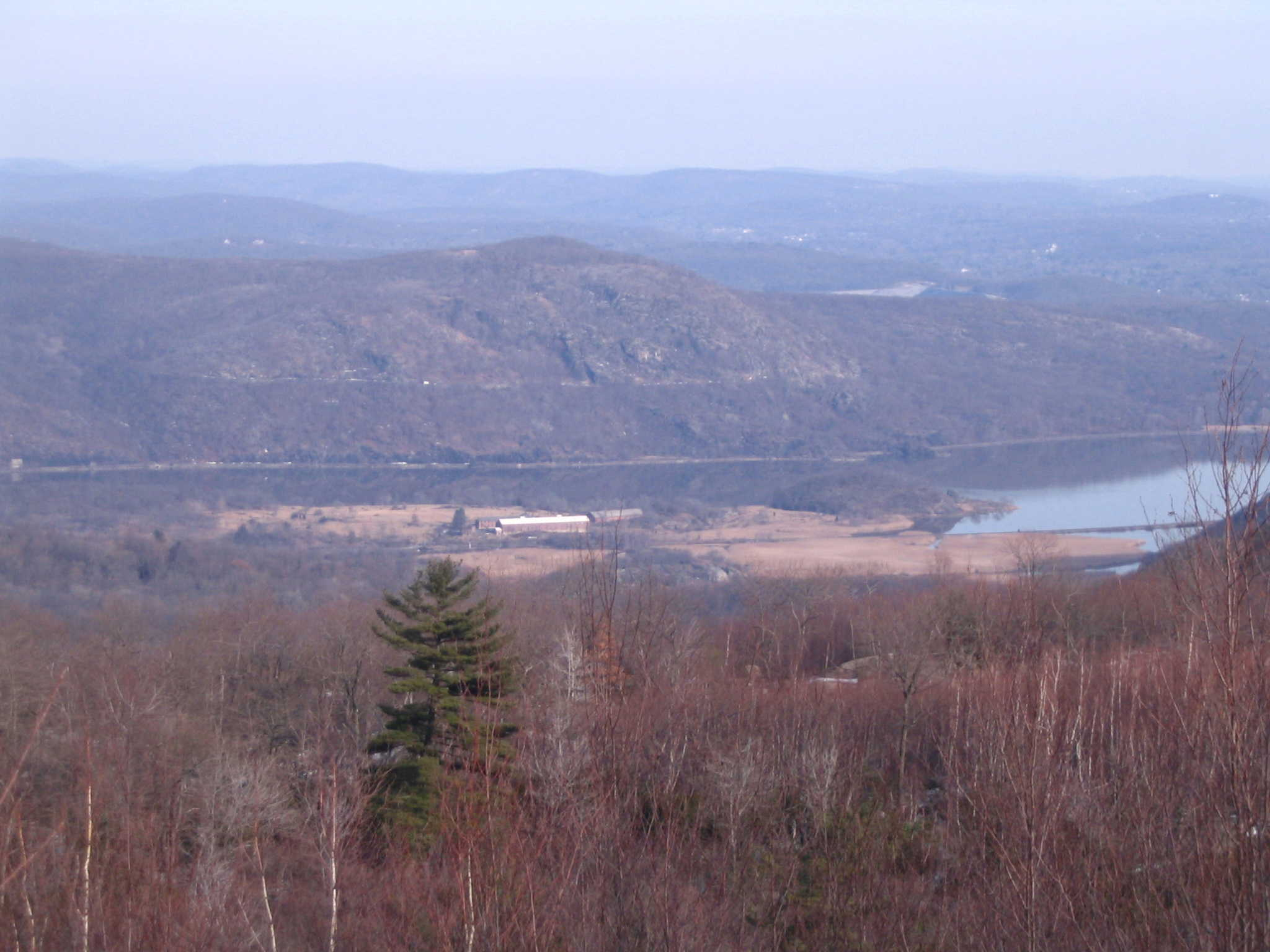
Iona Island vom West Mountain.

2000 veranstalteten New York State Museum und New York State Biodiversity Research Institute ein bioblitz (Bestandsaufnahme) der Artenvielfalt.

### Vogelarten
| - Nordamerikanische Rohrdommel - Buntfalke - Buntfalke - Gürtelfischer - Reisstärling | - Kanadagans - Fahlstirnschwalbe (Petrochelidon pyrrhonota) - Rotkehl-Hüttensänger - Königstyrann - Klapperammer (Spizella pusilla) | - Amerikanische Zwergdommel - Höckerschwan - Sumpfzaunkönig - Hudsonweihe (Circus hudsonius) - Fischadler | - Bindentaucher - Rostscheitel-Waldsänger - Rotschwanzbussard - Rotflügelstärling | - Singammer - Virginiaralle (Rallus limicola) - Sängervireo - Brautente |